# Grevillea pinifolia
Grevillea pinifolia är en tvåhjärtbladig växtart som beskrevs av William Jackson Hooker och Meissn.. Grevillea pinifolia ingår i släktet Grevillea och familjen Proteaceae. Inga underarter finns listade i Catalogue of Life.